# Raschid bin Ahmad bin Raschid Al Mualla
Scheich Raschid bin Ahmad bin Raschid al-Muʿalla (auch Raschid III; arabisch راشد بن أحمد بن راشد المعلا, DMG Rāšid b. Aḥmad b. Rāšid al-Muʿallā; * 1930; † 2. Januar 2009 in London) war seit 1981 Emir und Herrscher des Emirates Umm al-Qaiwain in den Vereinigten Arabischen Emiraten (VAE). Er gehörte dem Obersten Rat der Herrscher (Federal Supreme Council) der VAE an.
Raschid bin Ahmad bin Raschid Al Mualla erhielt durch seinen Vater, Scheich Ahmad bin Raschid Al Mualla, eine religiöse Ausbildung und wurde früh mit Stammesangelegenheiten betraut. In den 1950er-Jahren folgten Unterweisungen in Staatsangelegenheiten; sein Vater Ahmad II. schickte ihn zur Ausbildung an weltweit renommierte Universitäten. 1968 wurde er von seinem Vater als Nachfolger nominiert; er übernahm zunächst die Verantwortung für die Behörden und die Handelskammer von Umm al-Qaiwain, später auch die strategische Geschäftsentwicklung sowohl des Emirates wie auch der Herrscherfamilie al-Muʿalla. Nach dem Tode seines Vaters im Jahr 1981 wurde er dessen Nachfolger als Emir von Umm al-Qaiwain.
Raschid ibn Ahmad ibn Raschid al-Muʿalla starb am 2. Januar 2009. Sein Nachfolger wurde sein Sohn Saud bin Raschid Al Mualla.